# 수-임읍 전쟁
수-임읍 전쟁(隋-林邑戰爭, Sui–Lâm Ấp war)은 605년 중국 수(隋) 왕조가 참족(Cham)의 임읍국(林邑國)을 침공한 사건이다.

## 배경
약 540년대, 베트남 북부에 해당하는 교주(交州)는 이남제(李南帝, Lý Nam Đế) 혹은 리비(Lý Bí)가 이끄는 리씨(Lý clan)의 지역 반란을 목격하였다. 589년, 수(隋)가 남조(南朝)의 진(陳)을 무찌르고 중국을 통일했다. 수 당국이 조금씩 이 지역을 병합해 나갔을 때, 교주의 전 리 조(前李朝, Nhà Tiền Lý) 혹은 반 수안(Vạn Xuân)의 통치자 후이남제(後李南帝, Hậu Lý Nam Đế) 혹은 리펏뜨(李佛子, Lý Phật Tử)가 수의 지배를 인정했다. 595년, 오늘날 다낭(Da Nang) 혹은 짜 키에우(Trà Kiệu) 주위에 수도가 있었던 참족(Cham) 왕국 임읍(Lâm Ấp)의 삼부바르만(Sambhuvarman, 재위 572–629)은 조심스레 수에 조공 사절단을 보냈다. 그러나 중국 전설에는 참파가 상당히 풍부한 지역이었으며 수의 관료들의 흥미를 끌었다고 전한다.
601년, 영호희(令狐熙, 539-602)는 수의 수도 장안(長安)에 오라는 황제의 호출을 리펏뜨에게 보냈다. 이 요청에 반대하기로 결정한 리펏뜨는 새해까지는 부름을 연기해달라고 요청하는 식으로 미루었다. 영호희는 요청을 수용하였으며, 규제를 통해 리펏뜨의 충성을 지킬 수 있다고 믿었다. 그러나 영호희는 리펏뜨의 뇌물을 받았다는 혐의를 받았고 조정은 점점 그를 의심하였다. 602년, 리펏뜨가 반란을 선포하자 영호희는 곧바로 체포되었고 북쪽으로 끌려가는 동안 사망했다. 602년, 수문제(隋文帝)는 장군 유방(劉方)에게 27개 부대를 거느리고 운남(雲南)에서 팟뚜를 공격할 것을 지시했다. 이런 규모의 기습에 대비하지 않아, 리펏뜨는 유방의 항복 권고를 수용했고 장안으로 보내어졌다. 그러나 우환을 미리 제거하기 위하여 황제는 리펏뜨와 신하들을 참수했다. 교주 탈환으로부터 양견(楊堅)은 유방에게 교주 남쪽에 있는 임읍의 공격을 지시했다.

## 과정
유방은 육군과 해군을 이끌고 침공에 나섰다. 삼부바르만은 코끼리 군대를 이끌고 수의 군대를 맞이했다. 임읍의 코끼리 부대는 처음에는 승리하였다. 이후 유방이 함정을 파고 나뭇잎과 풀로 덮도록 지시했다. 코끼리들은 함정을 발견하자 겁을 먹고 돌아가 아군 부대를 짓밟았다. 참족 군대가 혼란스러워지자 수군(隋軍)은 활을 쏴서 이겼다. 수군은 수도로 달려가 도시를 약탈했다. 이들의 약탈품 가운데에는 선대 임읍 국왕 18명을 기록한 18권의 황금판, 임읍 언어로 작성된 1,350권의 책이 있는 불교 장서, 메콩강 유역의 한 왕국에서 온 악단이 있었다. 수는 곧바로 임읍에 행정부를 수립하고 비경(比景), 해음(海陰), 임읍(林邑) 세 군(郡)을 두었다. 중국으로 돌아오는 길에 수의 군대는 전염병으로 인해 유방을 포함하여 대다수가 사망하였다.

## 이후
수는 참파 일부를 편입하려는 노력은 단기간에 그쳤다. 삼부바르만은 정권을 되찾고 수에 사신을 보내어 과오를 인정했다. 수의 멸망으로 참족은 다시 독립했다. 623년, 당(唐)에 조공하였다.